# إيميداكلوبريد
إميداكلوبريد هو مركب عضوي يستخدم كمبيد حشري ينتمي إلى فئة المبيدات الحشرية التي تحتوي على المواد الكيميائية المعروفة باسم النيونيكوتينويدات كمكون رئيسي لها، والتي يتركز عملها في التأثير مباشرة على الجهاز العصبي المركزي للحشرات، حيث تعمل هذه المادة الكيميائية عن طريق التدخل في انتقال المنبهات في الجهاز العصبي المركزي للحشرات وتتسبب في انسداد المسار العصبي للنيكوتين عن طريق منع مستقبلات أستيل كولين النيكوتين، ومن ثم يمنع مركب الإميداكلوبريد الأسيتيل كولين من نقل النبضات العصبية بين الأعصاب مما يؤدي إلى إصابة الحشرة بالشل والموت في نهاية المطاف. إنه فعال على التلامس وعن طريق عمل المعدة. نظرًا لأن إيميداكلوبريد يرتبط بقوة أكبر بمستقبلات الخلايا العصبية للحشرات أكثر من ارتباطه بمستقبلات الخلايا العصبية للثدييات ، فإن هذا المبيد الحشري أكثر سمية للحشرات من الثدييات.

## الاستخدام
كان الإميداكلوبريد، بدءاً من عام 1999 وحتى عام 2018 على الأقل، هو أكثر مبيدات الحشرات استخدامًا في العالم. باعت الشركة المصنعة لمبيد الإميداكلوبريد، وهي شركة باير كروبساينس للكيماويات التابعة لمجموعة شركات باير، منتج الإميداكلوبريد تحت عدد من الأسماء التجارية للعديد من الاستخدامات. يمكن استخدام الإميداكلوبريد عن طريق حقن التربة، أو حقن الأشجار، أو وضعه على مسام النبات، أو نثره على الأوراق، أو وضعه في الأرض كتركيبة حبيبية أو سائلة، أو استخدامه في معالجة البذور المغلفة بمبيدات الآفات. 
يستخدم الإميداكلوبريد على نطاق واسع لمكافحة الآفات في المحاصيل الزراعية. وتتضمن الاستخدامات الأخرى للإميداكلوبريد استخدامه أيضًا في أساسات المباني الإنشائية لمنع إتلاف النمل الأبيض لها، وفي مكافحة الآفات في الحدائق، وفي علاج الحيوانات المنزلية الأليفة للسيطرة على البراغيث، وحماية الأشجار من الحشرات المملّة، وفي المعالجة الوقائية لبعض أنواع منتجات الأخشاب المنشورة.